# Michael Czerny
Michael Czerny S.J. (Brno, 18 de julho de 1946) é um cardeal jesuíta canadense cujo trabalho na América Latina, África e Roma promoveu a justiça social. É o atual prefeito do Dicastério para o Serviço do Desenvolvimento Humano Integral.

## Biografia
Michael Czerny nasceu na então Tchecoslováquia em 1946. Após sua graduação em 1963 na Loyola High School, em Montreal, Czerny se juntou aos jesuítas. Em 9 de junho de 1973, ele foi ordenado sacerdote na província jesuíta do Canadá, em Ontário, por Thomas Benjamin Fulton, bispo-auxiliar de Toronto. Ele obteve seu doutorado em estudos interdisciplinares na Universidade de Chicago em 1978.
Em 1979, Czerny fundou o Fórum Jesuíta para a Fé Social e Justiça, em Toronto, onde foi diretor até 1989. Ele então se tornou vice-presidente da Universidade Centro-Americana em San Salvador e diretor de seu Instituto de Direitos Humanos. De 1992 a 2002, Czerny serviu no Secretariado de Justiça Social e Ecologia da Cúria Geral dos Jesuítas em Roma. Em 1992, ele fundou a Rede Jesuíta Africana de Aids enquanto lecionava no Hekima University College em Nairobi até 2005. De 2005 a 2010, ele ensinou no Hekima University College em Nairobi. Em 2009, ele argumentou que os preservativos eram ineficazes na prevenção da propagação do HIV na população geral da África, apesar do sucesso "fora da África e entre subgrupos identificáveis (por exemplo, prostitutas, gays)". 
De 2010 a 2016, Czerny trabalhou no Pontifício Conselho Justiça e Paz  como consultor do cardeal Peter Turkson. 
Em 14 de dezembro de 2016, o Papa Francisco o nomeou subsecretário da Seção de Migrantes e Refugiados do Dicastério para o Serviço do Desenvolvimento Humano Integral, a partir de 1 de janeiro de 2017.  Discutindo sua nova posição, ele chamou a migração de "uma das mais importantes". e fenômenos humanos urgentes de nossos dias ", acrescentando:" Dificilmente há um lugar no planeta que não seja tocado por esse fenômeno. De fato, embora muitos não estejam cientes disso, há mais pessoas se movendo na Rússia e na China hoje do que em qualquer outro outra parte do mundo. ”  Em outubro, Francis o nomeou membro votante do Sínodo dos Bispos de outubro de 2018 sobre Jovens, Fé e Discernimento Vocacional .
Em outubro de 2018, ele disse que a retórica usada para descrever movimentos de migração e refugiados era enganosa. Ele disse: "Não é uma crise. É uma série de má administração, políticas precárias e manipulações de interesse próprio. Os números de que estamos falando, mesmo na escala total, não são tão grandes assim". 
Em 4 de maio de 2019, Francisco o nomeou um dos dois Secretários Especiais para o Sínodo dos Bispos de outubro de 2019 na região da Pan-Amazônia. 
Foi ordenado arcebispo-titular de Benavento no dia 4 de outubro de 2019, pelo Papa Francisco na Basílica de São Pedro, coadjuvado por Pietro Parolin, Cardeal Secretário de Estado e por Peter Kodwo Appiah Turkson, prefeito do Dicastério para o Serviço do Desenvolvimento Humano Integral.
Em 1 de setembro de 2019, o Papa Francisco anunciou que o faria cardeal no consistório de 5 de outubro de 2019.  Recebeu o barrete cardinalício e o título de cardeal-diácono de São Miguel Arcanjo um dia antes da abertura do Sínodo para Amazônia.
Czerny foi nomeado membro da Congregação para a Evangelização dos Povos em 21 de fevereiro de 2020. E desde 8 de julho, encontra-se entre os novos membros do Pontifício Conselho para o Diálogo Inter-Religioso, o gabinete central da Igreja para a promoção do diálogo inter-religioso de acordo com o espírito do Concílio Vaticano II, em particular a declaração Nostra aetate. 
Czerny foi nomeado membro do júri do Prêmio Zayed para a Fraternidade Humana em junho de 2021.
A partir de 1 de Janeiro de 2022, tornou-se Prefeito ad interim do Dicastério para o Serviço do Desenvolvimento Humano Integral.
Após a invasão russa da Ucrânia, em março de 2022, o Cardeal Michael Czerny foi enviado pelo Papa Francisco com ajuda humanitária à Ucrânia, juntamente com o esmoler papal, Cardeal Konrad Krajewski. Esta missão, que envolveu várias viagens, foi considerada como sendo uma ação muito invulgar da diplomacia do Vaticano.
Foi nomeado pelo Papa Francisco em 23 de abril de 2022 como Prefeito do Dicastério para o Serviço do Desenvolvimento Humano Integral.
Em 22 de fevereiro de 2024, foi nomeado membro do Conselho da Seção das Relações com os Estados e Organizações Internacionais da Secretaria de Estado.